# Panorpa pieperi
Panorpa pieperi är en näbbsländeart som beskrevs av Rainer Willmann 1975. Panorpa pieperi ingår i släktet Panorpa och familjen skorpionsländor. Inga underarter finns listade i Catalogue of Life.